# Ommatophora luminosa
Ommatophora luminosa là một loài bướm đêm trong họ Erebidae.

## Hình ảnh

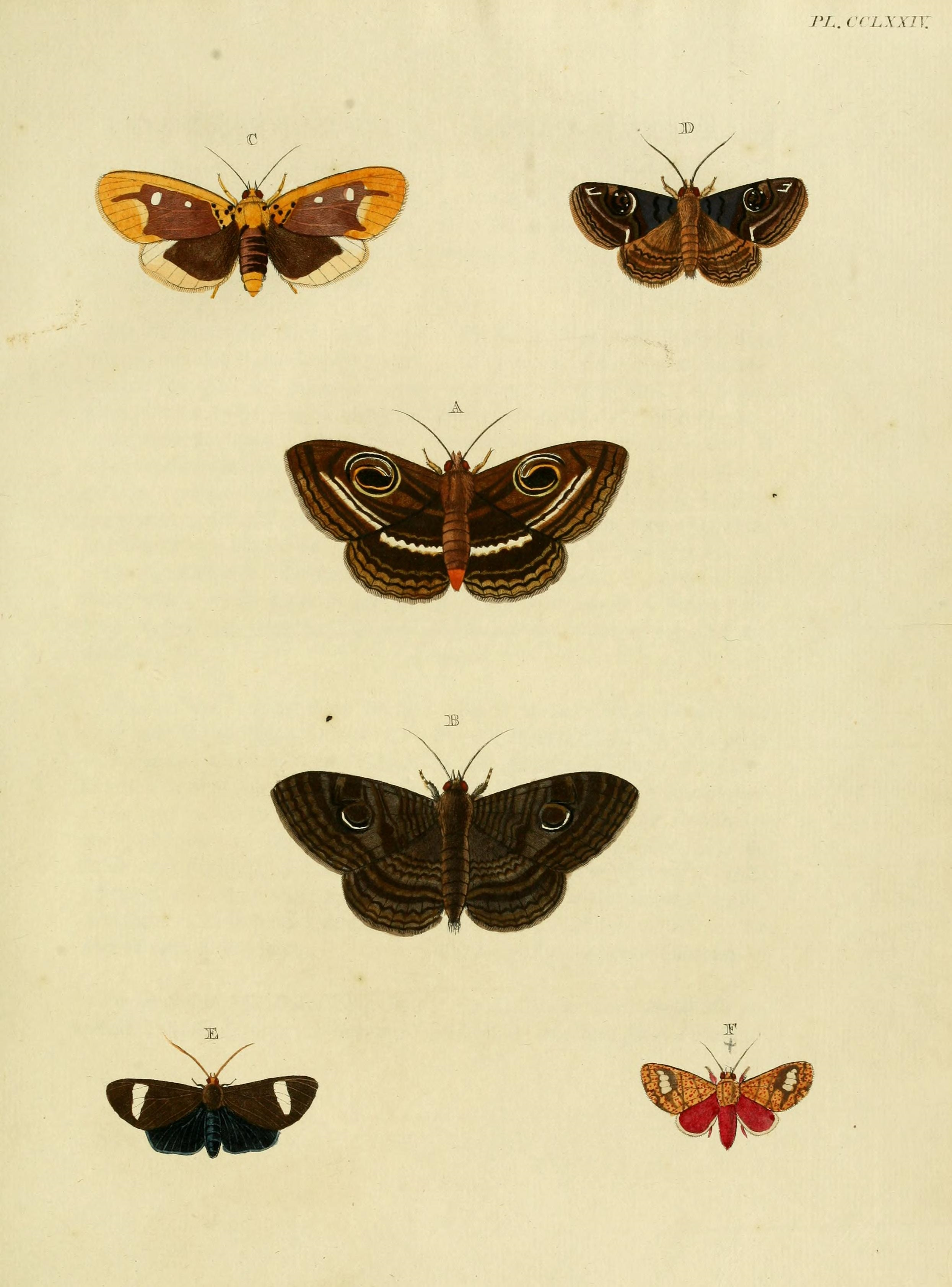